# Ryan Hollins
Ryan Kenwood Hollins (Pasadena, California; 10 de octubre de 1984) es un exjugador de baloncesto estadounidense que disputó 10 temporadas en la NBA y dos más en Europa. Con 2,13 metros de estatura, jugaba en la posición de pívot.

## Trayectoria deportiva

### Universidad
Ryan acudió al instituto John Muir en Pasadena, California. 
En un principio quiso unirse a la Universidad de St. Louis pero renunció a su plaza después de que el entrenador Lorenzo Romar dejará el equipo para enrolarse a la Universidad de Washington.
Por lo que finalmente se marchó a la Universidad de California en Los Ángeles (UCLA), donde pasó los cuatro años de carrera universitaria. 
Tuvo minutos con los Bruins pero sus promedios no fueron nada del otro mundo: 5,5 puntos y 4 rebotes compartiendo equipo con Jordan Farmar. 
Su máxima anotación en la NCAA fueron los 21 puntos ante Sur de California, el 28 de enero de 2003, y en rebotes, los 11 que consiguió frente a Oregón, el 30 de enero de 2002. Fue nombrado Oakland Regional's Most Outstanding Player después de anotar 14 puntos y capturar 9 rebotes en la victoria 50-45 sobre Memphis Tigers.
Hollins destacó por su fibrosa complexión física, su tremenda envergadura y su potente salto. Todos estos atributos le valieron un hueco en el draft de la NBA pese a que su impacto estadístico no fue gran cosa.

### Profesional

#### NBA

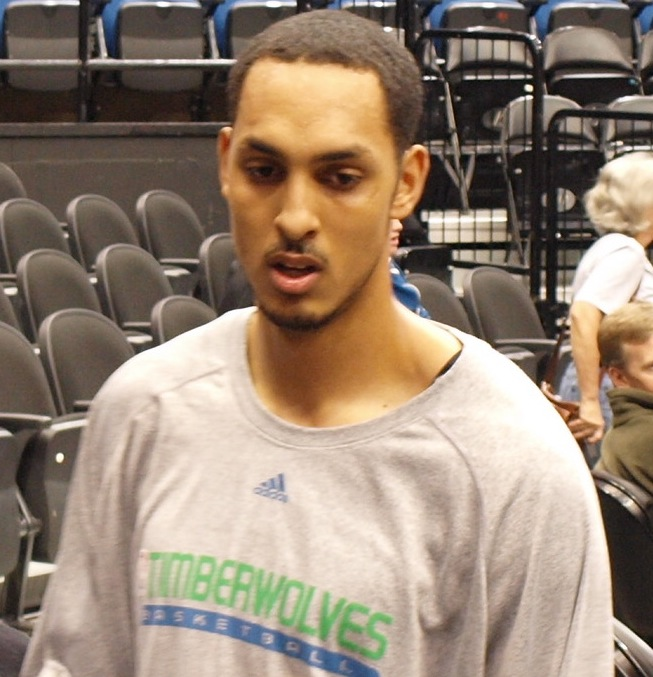
Ryan Hollins en 2009.

Hollins fue elegido en 2.ª ronda (puesto 50) por Charlotte Bobcats en el draft de 2006. Lo más curioso de esa elección es que se convirtió en el jugador n.º 100 de UCLA Bruins elegido en el draft. No contó demasiado en su temporada rookie para Bernie Bickerstaff, y sus números fueron de 2,4 puntos y 1,1 rebotes.
Durante su tercera temporada en Charlotte, en enero de 2008, fue traspasado a Dallas Mavericks junto con Matt Carroll a cambio del senegalés DeSagana Diop.
En agosto de 2009, firmó con los Minnesota Timberwolves por tres años y 7 millones de dólares.
El 26 de julio de 2010, fue traspasado a Cleveland Cavaliers junto con Ramon Sessions y una elección de segunda ronda a cambio de Delonte West y Sebastian Telfair.
El 20 de marzo de 2012, fue cortado por los Cavaliers, y a los dos días fichó por los Boston Celtics.
El 19 de julio de 2012 firmó con Los Angeles Clippers.
Después de dos temporadas en Los Ángeles, el 18 de septiembre de 2014, firmó con Sacramento Kings.
Tras una temporada en Sacramento, el 28 de septiembre de 2015, firmó un contrato con los Memphis Grizzlies, siendo cortado en abril, tras disputar 32 partidos.

#### Europa
En diciembre se incorpora al Herbalife Gran Canaria de la Liga ACB española, firmando hasta el final de la temporada. En marzo de 2017 fue despedido por motivos disciplinarios, tras viajar a su país sin el permiso del club.
Dos días después firmó contrato con el Auxilium Torino de la Serie A italiana.

### BIG3
Tras su retirada como profesional, en abril de 2018, es elegido por los Killer 3's de la BIG3, la competición de baloncesto 3×3.
En 2019 es parte de la plantilla de los Aliens.
En julio de 2021 se une a los 3's Company entrenados por Michael Cooper.
En mayo de 2022, fue elegido en el draft de la BIG3 por los Triplets.

### Selección nacional
Hollins integró la selección de baloncesto de Estados Unidos que obtuvo la medalla de bronce en el torneo de baloncesto masculino de los Juegos Panamericanos de 2015.

## Estadísticas de su carrera en la NBA

### Temporada regular
| Año     | Equipo        | PJ  | PT | MPP  | %TC  | %3P  | %TL  | RPP | APP | ROB | TPP | PPP |
| ------- | ------------- | --- | -- | ---- | ---- | ---- | ---- | --- | --- | --- | --- | --- |
| 2006-07 | Charlotte     | 27  | 0  | 6.9  | .556 | —    | .600 | 1.1 | .0  | .2  | .3  | 2.4 |
| 2007-08 | Charlotte     | 60  | 1  | 8.9  | .489 | —    | .671 | 1.8 | .2  | .2  | .5  | 2.5 |
| 2008-09 | Charlotte     | 18  | 1  | 10.2 | .543 | —    | .667 | 2.0 | .2  | .2  | .9  | 3.6 |
| 2008-09 | Dallas        | 27  | 2  | 9.6  | .525 | —    | .515 | 2.3 | .1  | .2  | .6  | 2.9 |
| 2009-10 | Minnesota     | 73  | 27 | 16.8 | .558 | .000 | .690 | 2.8 | .7  | .3  | .5  | 6.1 |
| 2010-11 | Cleveland     | 70  | 16 | 16.9 | .598 | —    | .681 | 2.7 | .4  | .3  | .6  | 5.3 |
| 2011-12 | Cleveland     | 24  | 7  | 15.1 | .500 | —    | .600 | 2.3 | .3  | .2  | .5  | 3.7 |
| 2011-12 | Boston        | 15  | 1  | 10.7 | .643 | —    | .300 | 1.7 | .2  | .1  | .3  | 2.8 |
| 2012-13 | L.A. Clippers | 60  | 0  | 11.1 | .614 | —    | .750 | 2.3 | .2  | .1  | .6  | 3.4 |
| 2013-14 | L.A. Clippers | 61  | 0  | 7.9  | .736 | —    | .625 | 1.5 | .1  | .1  | .5  | 2.3 |
| 2014-15 | Sacramento    | 46  | 9  | 9.6  | .646 | —    | .574 | 2.2 | .3  | .1  | .4  | 3.0 |
| 2015-16 | Washington    | 5   | 3  | 9.6  | .571 | —    | .000 | 2.2 | .0  | .0  | .2  | 1.6 |
| 2015-16 | Memphis       | 32  | 9  | 12.9 | .625 | —    | .619 | 2.7 | .3  | .2  | .6  | 3.6 |
| Total   | Total         | 518 | 76 | 11.8 | .584 | .000 | .649 | 2.2 | .3  | .2  | .5  | 3.7 |

### Playoffs
| Año     | Equipo        | PJ | PT | MPP  | %TC  | %3P  | %TL   | RPP | APP | ROB | TPP | PPP |
| ------- | ------------- | -- | -- | ---- | ---- | ---- | ----- | --- | --- | --- | --- | --- |
| 2008–09 | Dallas        | 9  | 0  | 9.3  | .571 | .000 | .600  | 2.7 | .1  | .1  | .4  | 2.4 |
| 2011–12 | Boston        | 17 | 0  | 10.0 | .423 | .000 | .444  | 1.6 | .5  | .0  | .5  | 1.5 |
| 2013    | L.A. Clippers | 5  | 0  | 7.4  | .556 | .000 | .500  | 1.0 | .4  | .0  | .4  | 2.2 |
| 2014    | L.A. Clippers | 5  | 0  | 1.8  | .250 | .000 | 1.000 | .6  | .0  | .0  | .0  | .6  |
| Total   | Total         | 36 | 0  | 8.3  | .472 | .000 | .545  | 1.6 | .3  | .0  | .4  | 1.7 |